# Silvio Mondinelli
Silvio Mondinelli detto Gnaro (Gardone Val Trompia, 24 giugno 1958) è un alpinista italiano.
Il 12 luglio 2007 è diventato uno dei pochi scalatori al mondo ad aver raggiunto tutte le quattordici vette più alte del mondo portando a termine l'impresa senza l'uso di ossigeno supplementare (secondo italiano dopo Reinhold Messner e terzo dopo Sergio Martini che però aveva fatto uso di ossigeno).

## Biografia
Grazie all'arruolamento nella Guardia di Finanza, nel 1976 viene a contatto con le Alpi, ed in particolare con il Monte Rosa. Dal 1978, infatti, fa parte del soccorso alpino Guardia di Finanza di Alagna Valsesia, mentre nel 1981 diventa Guida alpina sempre nella medesima località. Ad Alagna, con alcune delle più note guide del paese, effettua prime ripetizioni e apre nuove vie tutte concentrate sulla parete valsesiana del Monte Rosa.
Il 7 febbraio 1982 compie con Roldano Sperandio la prima invernale della via Bertone al pilastro nord del Corno Bianco (3320 m, TD-). Nello stesso anno, il 24 settembre compie la seconda ascensione della via "direttamente per il seracco" al Colle Vincent (TD+), sulla parete valsesiana del Monte Rosa, per ripeterla poi in prima invernale il 29 dicembre del 1988.

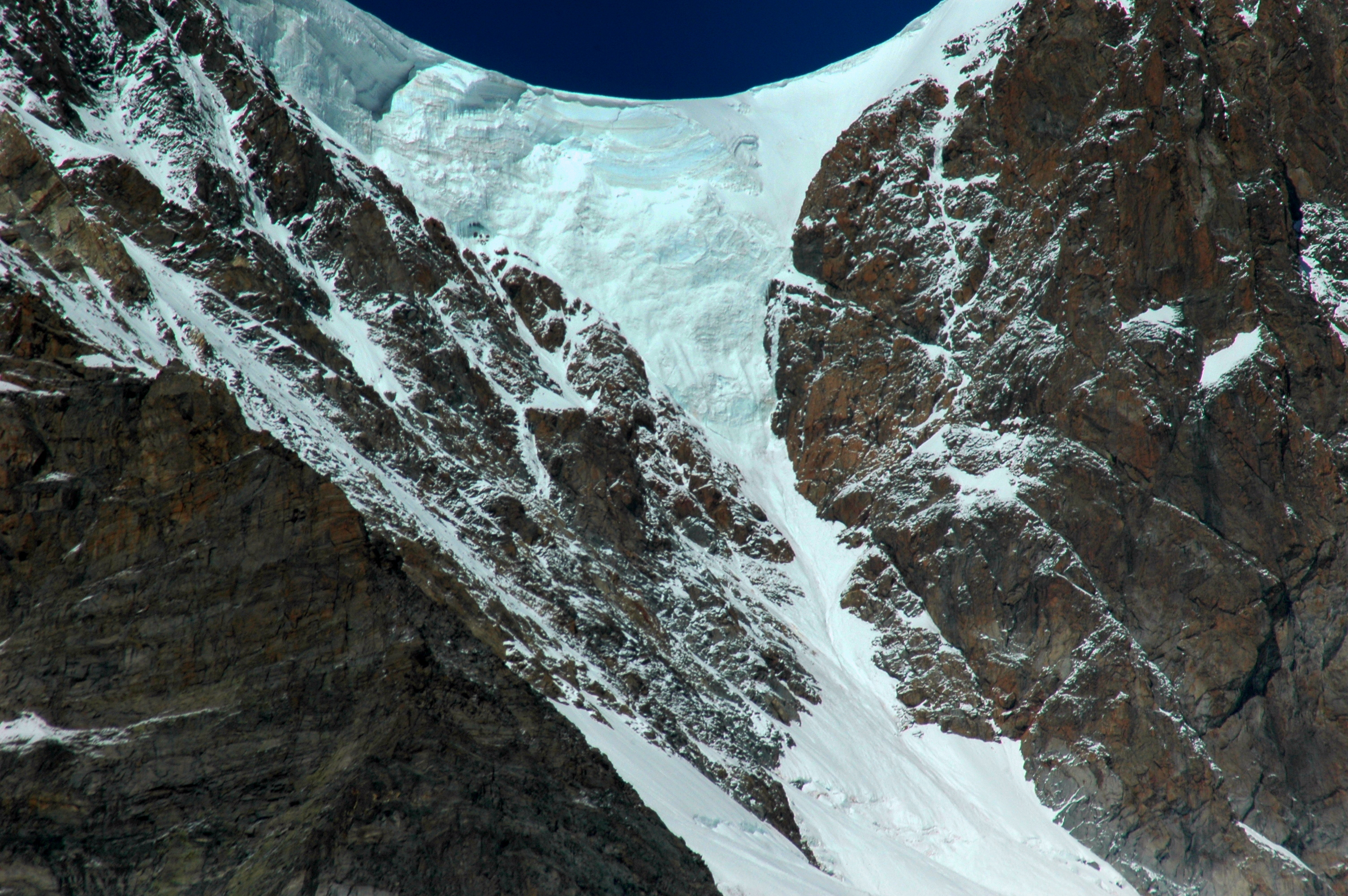
Il Colle Vincent con l'enorme seracco, parete valsesiana del Monte Rosa

Nel 1985, sempre sulla parete valsesiana del Monte Rosa, sale il Pilastro Vincent (4050 m) per una nuova via ("via per biglia", TD). Nel settembre del 1987, sempre sulla medesima parete ma nel settore più orientale, apre con Fabio Loss e Paolo della Valentina un ardito itinerario, ovvero la via "Africa Nostra" alla parete sud-est della Punta Gnifetti (4559 m, TD+ con passaggi di VI per quasi 1000 metri di dislivello).

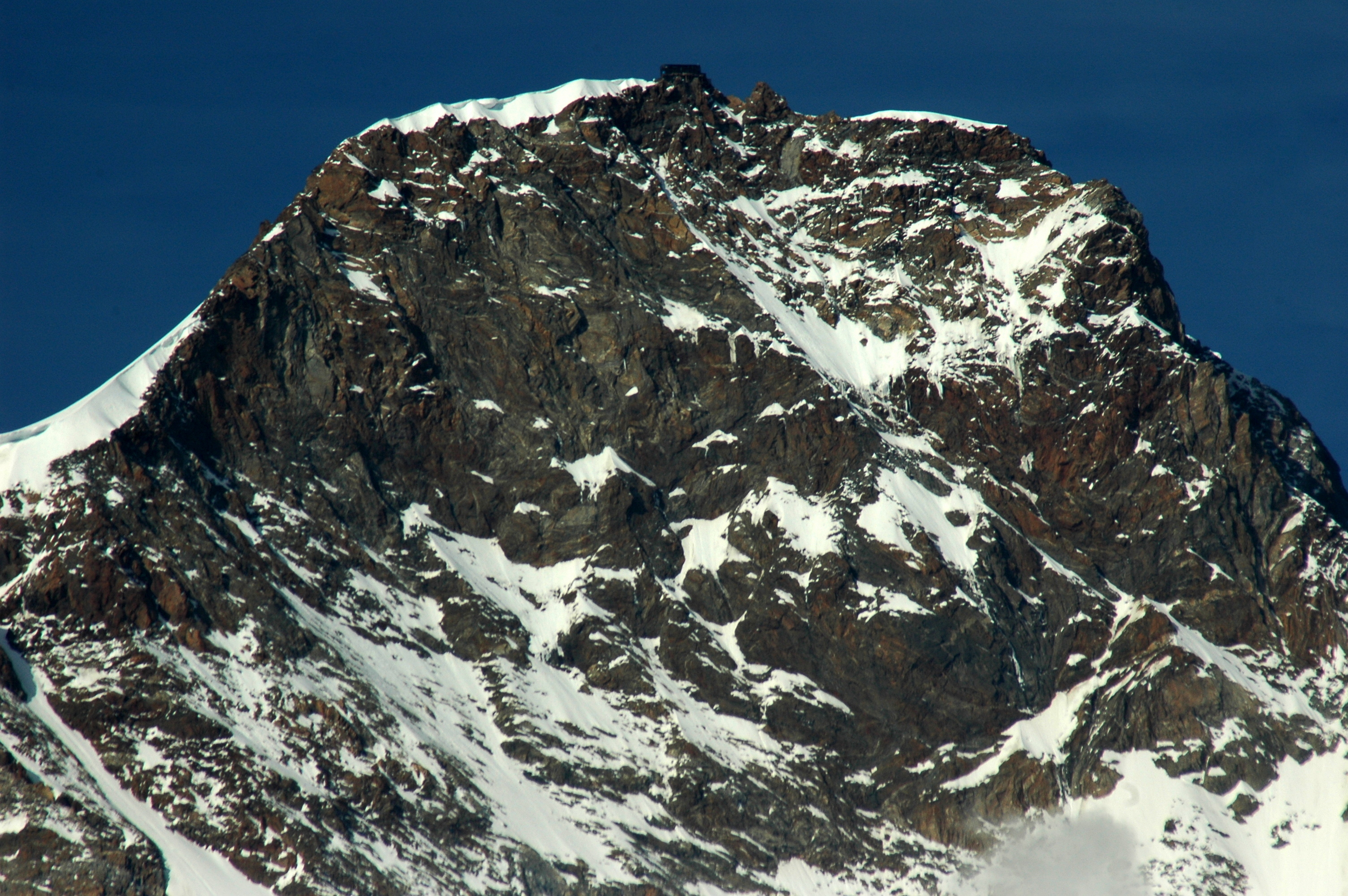
La Punta Gnifetti, parete valsesiana del Monte Rosa

Le prime esperienze extraeuropee iniziano invece nel 1984: Sud e Nord America, e più avanti Himalaya e Karakorum. Dal 1987 al 1991 è istruttore guide alpine. L'11 ottobre 1993 raggiunge il suo primo ottomila, il Manaslu. Seguono lo Shisha Pangma e il Lhotse (1996) e poi via via tutte le altre maggiori vette.
Nel 2001 scala quattro ottomila nell'arco di soli 5 mesi: Everest, Gasherbrum I, Gasherbrum II e Dhaulagiri I. Nel 2007 scala il Broad Peak. Oltre agli impegni escursionistici, Mondinelli è noto per aver salvato ripetutamente alpinisti in difficoltà ad altissime quote, ed è perciò spesso chiamato in caso di operazioni di soccorso estreme. Ha inoltre portato avanti iniziative di solidarietà e raccolta fondi per aiutare la popolazione Sherpa, grazie alle quali ha finanziato la costruzione e la gestione di una scuola per 80 bambini a Namche Bazar.
Il 22 ottobre 2005, grazie alla ONLUS "Amici del Monte Rosa" da lui fondata, costruisce ed attrezza un "Trauma Point" sulla via che collega Kathmandu a Pokara, con lo scopo di assistere le numerose vittime degli incidenti stradali. Il 17 luglio 2008 parte per una spedizione di soccorso, dopo la tragica caduta di Karl Unterkircher sul Nanga Parbat, per trarre in salvo le altre due persone con cui tentavano di aprire una nuova via: Walter Nones e Simon Kehrer.
Nel maggio 2010 diventa uno dei pochi uomini al mondo ad aver scalato l'Everest da entrambi i versanti senza ossigeno supplementare. Il 23 settembre 2012 sopravvive a una valanga sul Manaslu, con lui sopravvive anche Cristian Gobbi, mentre l'alpinista Alberto Magliano, alloggiato nella tenda accanto, viene estratto morto dalla neve.
Nel maggio 2022, insieme al bresciano Roberto Manni ritorna sull'Himalaya a scalare il Makalu già conquistato nel 2002, per disguidi connessi alle previsioni meteo manca la cima, arrivando comunque a 8100 m e sempre senza l'ausilio di ossigeno.
È padre della sciatrice alpina Emilia.